# Avia
AVIA Motors — чешская компания, основанная в 1919 году для производства самолётов. С 1946 года также производила грузовые автомобили и автобусы. Производство самолётов закончено в 1963 году, когда была завершена постройка лицензионных Ил-14. С 1960-х гг. — производитель лёгких и средних грузовых автомобилей.

## История
Фирма была основана в 1919 году инженерами Павлом Бенешем и Милославом Гайном. Первым изделием стал истребитель BH-1. До войны завод в Праге-Летнянах выпустил большое количество гражданских и военных самолётов, как собственной конструкции, так и лицензионных (например, советский бомбардировщик СБ). В 1928 году Avia была куплена концерном Шкода.
Во время Второй мировой войны Avia производила самолёты Arado и моторы фирмы Argus Motoren.
После войны Avia продолжала производство учебных самолётов Arado Ar 96, а также чехословацких версий Messerschmitt Bf.109 (Avia S-199) и Messerschmitt Me.262 (Avia S-92). Кроме того, было налажено лицензионное производство штурмовиков Ил-10 (Avia B-33) и пассажирского Ил-14 (Avia Av-14).
В 1946 году начат выпуск грузовиков Škoda 706R и автобусов Škoda 706RO, позднее грузовиков Tatra 805 и Praga V3S (1961—1988). C 1963 года здесь производились части бронетранспортёра OT-64 SKOT.
В 1967 году была куплена лицензия на производство автомобилей Renault SAVIEM серий SG2 и SG4 грузоподъёмностью 1,5 и 3 т соответственно, получившие заводскую маркировку А15 и АЗ0. Чуть позже появилась двухтонная модель А20. Каждая из моделей выпускалась в трёх вариантах: короткобазовом (с приставкой К), длиннобазовом (L) и нормальном (N). Все модификации семейства были похожи друг на друга и имели одинаковые кабины. Всего было создано 30 различных модификаций кузовов «Авиа».
Покупка лицензии позволяла поднять уровень автомобилестроения на новый, соответствующий мировому, уровень. До 1976 года данные модели поставлялись только на внутренний рынок ЧССР, с 1979 года стали экспортироваться в Советский Союз, куда поставлялись в основном тентованные автомобили модели A30N, изотермические фургоны A30K-S1 и двухтонные фургоны А20.
В 1983 году Avia достигает максимальной производственной мощности в 19 тыс. единиц. Большая их часть уходила на экспорт, в основном? в СССР. Всего в СССР было поставлено 40 тысяч машин.
После распада Советского Союза Avia пришлось искать новые рынки сбыта, однако устаревшие модели оказались неконкурентоспособными.
В 1995 году было образовано совместное предприятие Daewoo-Avia. Некоторое время выпускались модернизированные старые модели D75, D90, D100, с новыми двигателями и обновлёнными кабинами.
В 2006 году Avia была куплена индийским производителем грузовиков Ashok Leyland.
С 2007 года, в России, поставки автомобилей AVIA (21/31/60/65/75/80/Turbo) и запчастей к ним, осуществляет компания «СНВ-Сервис», Санкт-Петербург.
С марта 2010 года, подписав договор с компанией Avia Ashok Leyland Motors, компания «Блок Комтранс», город Москва, занялась продажей и обслуживанием грузовых автомобилей AVIA в Московском регионе. До конца 2010 года компания AALM планировала занять на российском рынке заметную долю благодаря продажам автомобилей AVIA типов D60, D90 и D120. Причем предлагались два варианта двигателей соответствующих требованиям Euro 3 и Euro 4. Однако, большого сбыта добиться не удалось; так согласно данным ГИБДД регистрации марки Avia в России составили: в 2010 году 1 ед., в 2011-м — 26 ед., в 2012-м — 96 ед.
21 апреля 2016 года собственником компании стала Czechoslovak Group a.s., которая купила завод от Ashok Leyland.
13 июля 2016 года компания была переименована из Avia Ashok Leyland Motors s.r.o. в AVIA Motors s.r.o..
В течение 2017 года производственные мощности фирмы были переведены из Праги в Пршелоуч, в промышленную зону нового собственника CSG (Czechoslovak Group). Avia запустила новый модельный ряд Avia D Initia в 2017 году. Грузовые автомобили среднего размера соответствуют классу эмиссии Euro VI и включают четырехцилиндровые двигатели Cummins ISB объёмом 4,5 литра (180 и 210 лс).

## D60-D120
В 2000 году было представлено новое поколение среднетоннажных грузовиков «Авиа Д» полной массой от 6 до 9 тонн. Машины были оснащены новыми кабинами, двигателями Avia D432.100 собственной разработки и лицензионными турбодизелями Cummins ISBe объёмом 3922 см3 и мощностью 150 или 170 л. с. В конце 2000 года Daewoo обанкротилась, а производство на заводе «Авиа» было остановлено. В середине 2000-х модельный ряд «Авиа» обновился. Грузовики получили новые двигатели Cummins ISB4.5E5 объёмом 4462 см3 , соответствующие нормам Евро-5 и развивающие мощность 160, 185 или 207 л. с. Обновленный модельный ряд значительно расширился и включает следующие модели: D60 (полная масса 5990 кг), D65 (полная масса 6490 кг), D70 (полная масса 6990 кг), D75 (полная масса 7490 кг), D80 (полная масса 7990 кг), D85 (полная масса 8490 кг), D90 (полная масса 9000 кг), D100 (полная масса 9990 кг), D110 (полная масса 10990 кг) и D120 (полная масса 11990 кг). В гамму также входит полноприводная модификация D120 4x4.

## Деятельность
Выручка 2006 году составила 86 млн крон и неконсолидированный убыток 21,47 млн крон. В 2007 году выручка компании составила 668 млн крон и убыток 250,67 млн крон. В 2008 году выручка упала до 539 млн крон, а убыток увеличился до 491 млн крон. Производство автомобилей снизилось с 737 в 2007 году до 485 в 2008.
В 2010 было произведено 448 автомобилей, убыток 199 млн крон. По итогам 2011 года выручка компании составила 425 млн крон, произведено около 600 автомобилей.
Согласно сообщению сайта фирмы 31 июля 2013 года, производство автомобилей Avia было свёрнуто, а завод в Праге-Летнянах закрыт по решению индийского руководства компании в связи с низким спросом на грузовики в Чехии и в Европе в целом. Производство запчастей и сервисное обслуживание будет продолжено, а в случае возрождения спроса на автомобили Avia их выпуск будет осуществляться уже на других предприятиях «Ashok Leyland Motors».

## Галерея
- Saviem TP3
- Avia A21F
- Avia A31 (1989-1991)
- Avia A31 (1991-1993)
- Avia A75
- Daewoo-Avia
- Avia D90
- Avia подготовленная для Трак-триала
- Avia D 90 Initia